# Полдер
Полдерите са пресушени и земеделски усвоени участъци от маршите. Те са ниско разположени участъци от сушата, образуващи изкуствени хидроложки обекти, оградени с диги за предотвратяване нахлуването на морски и речни води. Някои полдери при обилни валежи имат нужда от отводняване с помпи, за да се предотврати повишаването на водното ниво. Други се отводняват чрез отваряне на шлюзове при отлив. Полдерите са типичен пример за територии, намиращи се под морското равнище и отвоювани от морето. Те са най-широко разпространени в Нидерландия, Белгия, Германия и Дания.